# Nordiska medicinpriset
Nordiska medicinpriset är ett nordiskt pris i medicinsk vetenskap som delas ut av Ulf Nilsonnes Stiftelse i samarbete med försäkringsbolaget Folksam och dess dotterbolag Salus Ansvar.
Det är den näst största medicinska utmärkelsen i de nordiska länderna, efter Nobelpriset i medicin, och inkluderar ett penningpris på en miljon kronor. Priset har delats ut sedan 1998.
Ulf Nilsonnes Stiftelse har sitt ursprung i Salus fond för medicinsk forskning (1979–1996).

## Mottagare
- 1998 – Lars Wallentin[3]
- 1999 – Björn Rydevik[3]
- 2000 – Jörgen Engel[3]
- 2002 – Anne-Lise Børresen-Dale[3]
- 2003 – Rikard Holmdahl och Andrej Tarkowski[3]
- 2004 – Ulf Lerner och Jukka H. Meurman[3]
- 2005 – Peter Arner[3]
- 2006 – Claes Ohlsson och Kalervo Väänänen[3]
- 2007 – Thomas Sandström[3]
- 2010 – Markku Kaste, Perttu J. Lindsberg och Turgut Tatlisumak[3]
- 2012 – Ola Didrik Saugstad[3]
- 2013 – Eija Kalso och Eva Kosek[3]
- 2014 – Erkki Isometsä och Gerhard Andersson[4]
- 2015 – Lars Engelbretsen, Roald Bahr, Jón Karlsson och Michael Kjær[5]
- 2016 – Henrik Grönberg, Jonas Hugosson, Heikki Joensuu och Lisa Rydén[6]
- 2017 – Gunhild Waldemar och Kaj Blennow
- 2018 – Juleen R. Zierath och Patrik Rorsman